# Élection présidentielle somalilandaise de 2010
L'élection présidentielle somalilandaise de 2010 a lieu le 26 juin 2010 au Somaliland.
Le scrutin donne lieu à une alternance, Ahmed Mahamoud Silanyo devançant le président sortant Dahir Riyale Kahin, qui reconnaît sa défaite.

## Système politique et électoral
Le Somaliland est un état de la Corne de l'Afrique qui s'est autoproclamé indépendant de la Somalie en 1991 et qui n'est pas reconnu par la communauté internationale.
Son président est élu au scrutin uninominal majoritaire à un tour pour un mandat de quatre ans renouvelable une fois. Le président en exercice, Dahir Riyale Kahin, dont le mandat a été prolongé  de plusieurs années suite après son élection en 2003, est candidat à sa réélection.
Seuls peuvent se présenter les candidats soutenus par un parti, dont le nombre est limité à trois par la constitution, dans le but de limiter le tribalisme politique dans le pays. Les élections municipales de novembre 2012, au cours desquelles le multipartisme intégral est autorisé, servent de primaires à ce système, les trois partis arrivant en tête devenant ceux autorisés à concourir aux scrutins présidentiels et législatifs,.

## Résultats
|                          | Ahmed Mahamoud Silanyo   | Kulmiye                  | 266 906   | 49,59 |  |  |
|                          | Dahir Riyale Kahin       | UDUB                     | 178 881   | 33,23 |  |  |
|                          | Faisal Ali Warabe        | UCID                     | 92 459    | 17,18 |  |  |
|                          |                          |                          |           |       |  |  |
| Total votes valides      | Total votes valides      | Total votes valides      | 538 246   | 100   |  |  |
| Abstention               | Abstention               | Abstention               | 531 668   | 49,69 |  |  |
| Inscrits / participation | Inscrits / participation | Inscrits / participation | 1 069 914 | 50,31 |  |  |